# Yogini

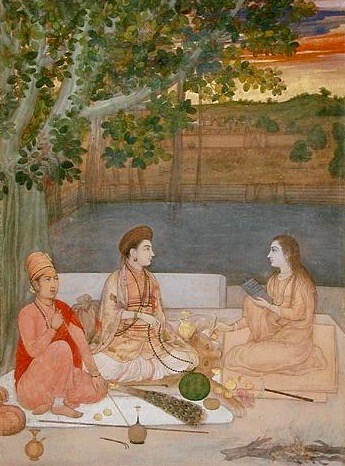
Quadro do Século XVII de mulheres hindus Yogini.

Yogini é um termo usado para definir a praticante feminina equivalente ao  masculino yogi. Ambos buscam os benefícios da união com deus pela disciplina e a prática do yoga. A complexidade intrínseca está na natureza multi-faceada das qualidades femininas de uma yogini que incorpora uma disposição para os aspectos arquetípicos da energia-feminina do divino que diferem significativamente da prática focada de um yogue masculino. A yogini é uma termologia que encontra referência em diversos textos relacionados Hinduísmo, onde seu significado literal é “sacerdotisa” ou buscadora da sabedoria, uma definição que poderia ser mais facilmente ser interpretada como “alquimista,” ou “anjo da mercê”.  Uma mulher dedicada à busca do conhecimento espiritual e da introspecção mística que tem muitas faces, da devocional a séria, da impetuosa a feroz; toda estas podem abraçar sob o conceito de uma yogini. Em alguns tipos de yoga tantrico, as dez deusas da sabedoria (ou dakini) servem como modelos para a disposição e comportamento das yoginis.

A palavra usada para se referir a um praticante feminina do yoga, e no contexto da mitologia Hindu, ela pode indicar um ou mais das seguintes características:
- Uma mulher ligada ou auxiliar de Durga.
- Em vários cultos Tantricos, o termo se refere a uma mulher iniciada por um parceiro sexual, como parte de um ritual tantrico.

Em um contexto mais amplo e geral, uma yogini é uma mulher que possa possui poderes sobrenaturais, incluindo a habilidade de transcender o processo normal do envelhecimento através do internalização do poder reprodutivo conhecidas como urdhva-reta (refinamento ascendente da força-semente) e mesmo da morte, alcançando o divya  sharira (corpo divino e imortal). Durante as batalhas de Durga com os demonios (asuras, oito yoginis são  descritas terem surgido do corpo de Durga, e ajudaram-lhe na batalha. Em uns textos mais atrasados, o número de Yoginis aumentou para sessenta e quatro. Todas estas yoginis representaram as forças da natureza e da fertilidade, doença e morte, do Yoga e da mágica. Todos as yoginis são adoradas coletivamente, e cada uma é sacralizada em uma posição individual em um templo circular aberto aos céus (Sri Yantra). Um dos templos mais impressionantes das yogini é do século IX o templo das yogini de Chaunsath (sessenta e quatro yogini) é fica situado em Hirapur, Bhubaneshwar distrito de Orissa. Outros dois templos importantes das yoginis são do século X os monumentos em Khajuraho, perto de Chhattarpur e de Bheraghat, perto Jabalpur, ambos dentro Madhya Pradesh.

## Ligaçõpes Externas
- Buddhanature.com A meditation on visiting the land of the Yoginis